# The Australian
The Australian, oft nur kurz the Oz genannt, ist eine 1964 gegründete, in Sydney herausgegebene australische Tageszeitung mit nationaler Verbreitung.
The Australian ist die meistverkaufte bundesweite Zeitung in Australien, konkurrierend mit der auf wirtschaftliche Themen spezialisierten The Australian Financial Review. Die Verkaufszahlen liegen während der Woche bei 135.000 und samstags bei 305.000 Ausgaben. Damit liegt sie jedoch unter den Tageszeitungen der Metropolregionen. The Australian wird von Rupert Murdochs News Corporation herausgegeben, welche auch die einzigen bzw. meistgekauften Tageszeitungen in Sydney, Melbourne, Brisbane, Adelaide, Hobart und Darwin besitzt.

## Ausrichtung
Der früherer Chefredakteur Mitchell sah die Zeitung als Mitte-rechts „genauso zufrieden mit einem Labor-Premierminister, wie sie es mit John Howard war“.
Der Australian schrieb über seine Haltung zu Anliegen der Aborigines: „Wir üben Druck aus in Angelegenheiten, welche Aborigines betreffen. Und zwar, da unsere Leser das Problem gelöst sehen wollen und nicht bloß eine Entschuldigung.“ Im Gegensatz dazu unterstützte die Zeitung aber die Thesen von Keith Windschuttle, der behauptet, dass akademische Historiker das Ausmaß des Rassismus gegen Aborigines in der australischen Geschichte übertreiben würden.
Das Blatt richtet seine Aufmerksamkeit auch auf die IT-Branche und die Bergbauindustrie. Zudem engagiert sich der Australian auch für kirchliche Interessen und Anschauungen.

## Ehrungen
Mary-Louise O’Callaghan 1997 und Hedley Thomas 2007 vom Oz gewannen jeweils einen „Gold Walkley“, den angesehensten australischen Pressepreis.

## Inhalt
The Australian fügt in seine Ausgaben auch Inhalte von anderen Zeitungen der News Corporation, z. B. dem Wall Street Journal, ein.

## Themen
In der täglichen Berichterstattung gibt es News aus dem gesamten Land (The Nation) und international (Worldwide), Sportnachrichten und Wirtschaftsnachrichten (Business). Jeder dieser Fachbereiche wird von angestellten bekannten Kolumnisten und freien Schreibern gestaltet. Weitere Themen sind Technologie (AustralianIT), Medien, Flugzeuge, Pferderennen (Thoroughbreds), Kunst, Gesundheit, Erziehung und Bildung.
Samstags kommt eine Reise-Empfehlung hinzu, zusammen mit The Inquirer mit einem Überblick über das Wochengeschehen und politischen Reportagen. Zudem werden Berichte über Filme, Bücher und TV veröffentlicht.